# Italienische Botschaft in Moskau

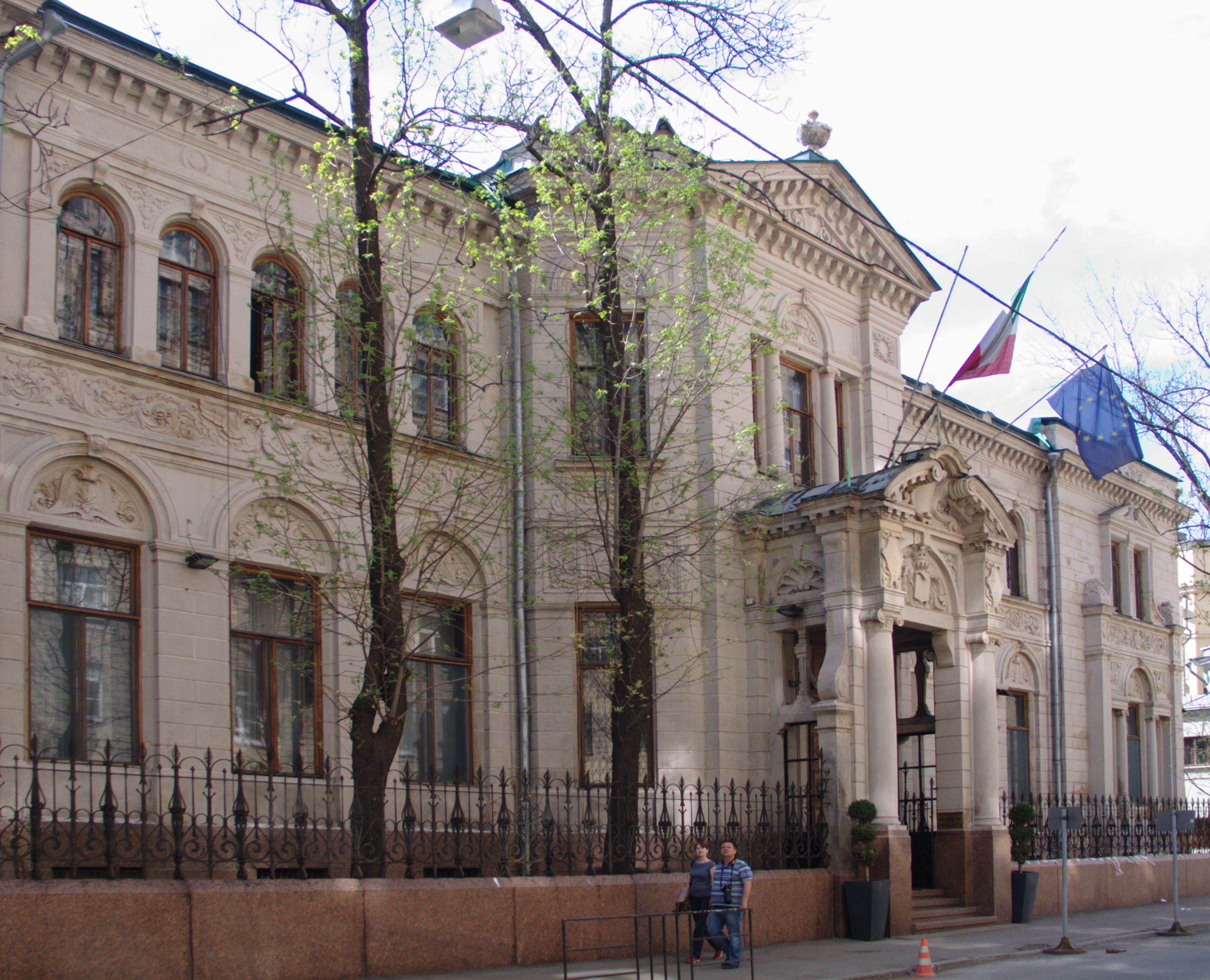
Botschaft Italiens in Moskau

Die Italienische Botschaft in Moskau ist die diplomatische Vertretung Italiens in Russland. Sie befindet sich in der Villa Berg an der Deneschni Pereulok (Денежный переулок) 5 in Moskaus zentralen Stadtteil Chamowniki.

## Geschichte
Das nach dem russischen Kaufmann Sergej Berg benannte Gebäude wurde ab 1897 an der Stelle eines alten Holzbaus errichtet. Nach der Flucht der Familie Berg in die Schweiz wurde 1918 in dem klassizistischen Gebäude unter Botschafter Wilhelm von Mirbach-Harff die vormals in Sankt Petersburg ansässige Botschaft des Deutschen Reiches eingerichtet. Bereits am 6. Juli 1918 wurde Mirbach-Harff im Roten Saal des Botschaftsgebäudes von zwei Tschekisten ermordet. In der Folge wurde das Gebäude erst Sitz der Kommunistischen Internationale und dann Austragungsort von verschiedenen Konferenzen. 1924 wurde es von Italien erworben, das dort seine Botschaft bei der Sowjetunion einrichtete.
Nach dem Zweiten Weltkrieg konnte die italienische Botschaft in der Villa Berg 1949 wiedereröffnet werden. 1960 fand hier ein Treffen zwischen dem sowjetischen Staats- und Parteichef Nikita Chruschtschow und dem italienischen Staatspräsidenten Giovanni Gronchi statt. Im Verlauf ihrer Erklärungen forderten sich die beiden auf, der Partei des jeweils anderen beizutreten, woraus sich eine kleinere Auseinandersetzung ergab.
Seit 1990 befindet sich in der Villa Berg die Botschaft Italiens bei der Russischen Föderation.